# Петрос (Чорногора)
Пе́трос — гора в Українських Карпатах, у Рахівському районі Закарпатської області. Одна з найвищих вершин гірського масиву Чорногора. Популярний об'єкт пішохідного туризму.

## Загальний опис
Висота — 2020 м. Розташована у північно-західній частині масиву між горами Шешул (на південному заході) і Говерла (на сході). Західний і південно-західний схили круті з численними кам'яними розсипищами, північний та північно-східний — урвисті, зі скельними виступами. Є давньольодовикові форми рельєфу. Складається з пісковиків. Вкрита переважно субальпійською рослинністю. Поширені чагарники (ялівець сибірський, рододендрон), чорничні зарості і ялинові ліси (до висоти 1530—1600 м). Взимку досить часто бувають снігові лавини. Є туристський притулок на південних схилах — нижче полонини Рогнески.
Краєвиди з Петроса майже такі ж, як із Говерли. Особливо гарно виглядає головний хребет Чорногори, який можна спостерігати по всій його довжині — від Говерли до Попа Івана. Чіткіше, ніж з Говерли, видно Близницю і за нею — ряд полонин хребта Свидовець.
На північно-західних схилах гори бере початок струмок Кевеле, лівий доплив Чорної Тиси.

## Туристичні стежки

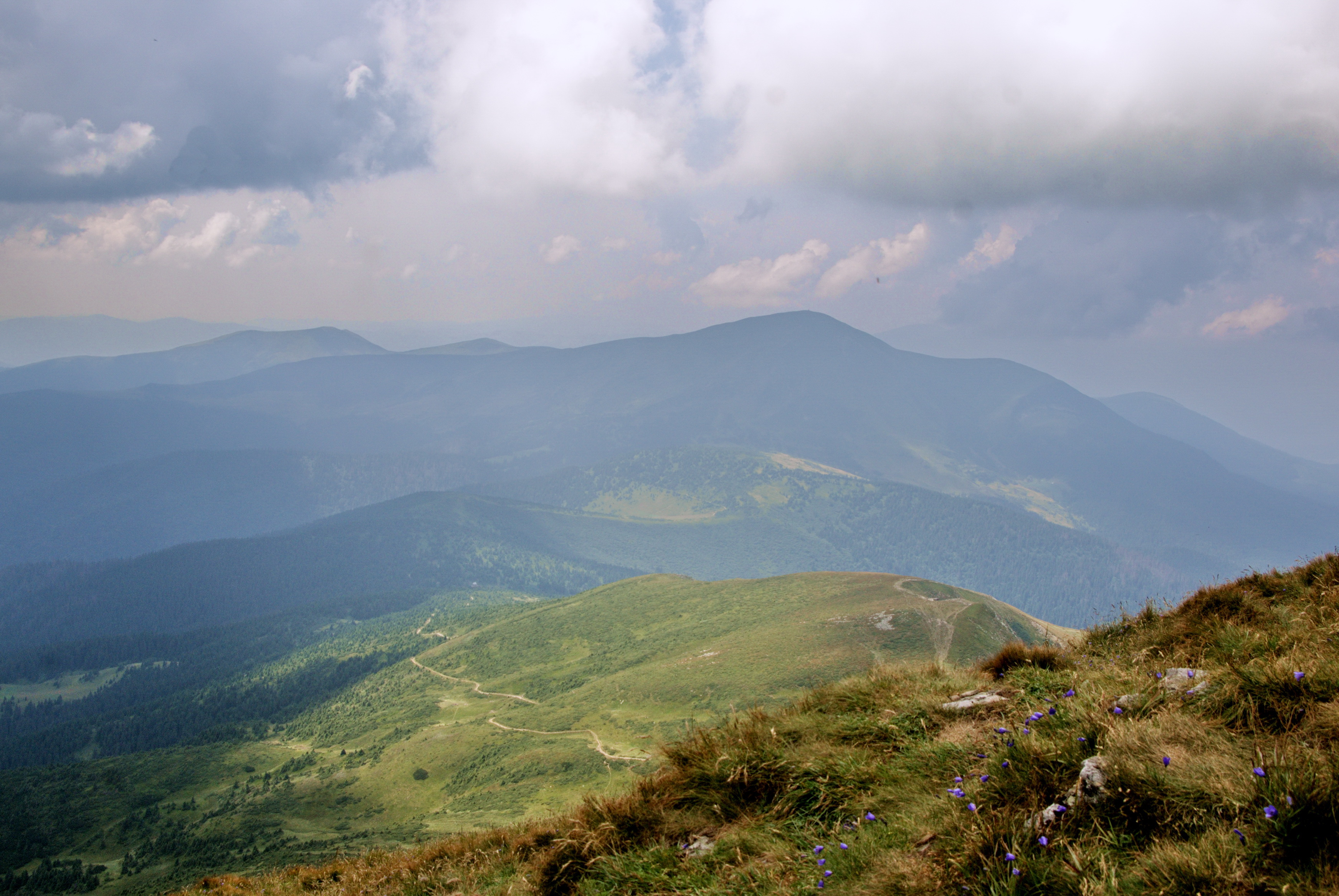
Стажинами Говерли до Петроса

- — по зеленому маркеру з села Лазещина до урочища Козьмещик, далі  — по синьому маркеру через пол. Головчеська. Час ходьби по маршруту 8 г, ↓ 7 г.
- — по синьому маркеру з села Ясіня через пол. Шиса і г. Петросул. Час ходьби по маршруту 6,5 г, ↓ 5,5 г.
- — по зеленому маркеру з залізнчної станції Свидовець (Ясіня) до пол. Шиса, далі  — по синьому маркеру через г. Петросул. Час ходьби по маршруту 5 г, ↓ 4 г.
- — по червоному маркеру з села Кваси через пол. Менчул і пол. Шумнєска. Час ходьби по маршруту 6,5 г, ↓ 5,5 г.
- — по червоному маркеру з г.Говерла через Притулок КБЗ «Високогір'я Карпат», пол. Скопеска і пол. Головчеська. Час ходьби по маршруту 4 г, ↓ 4 г.

## Галерея

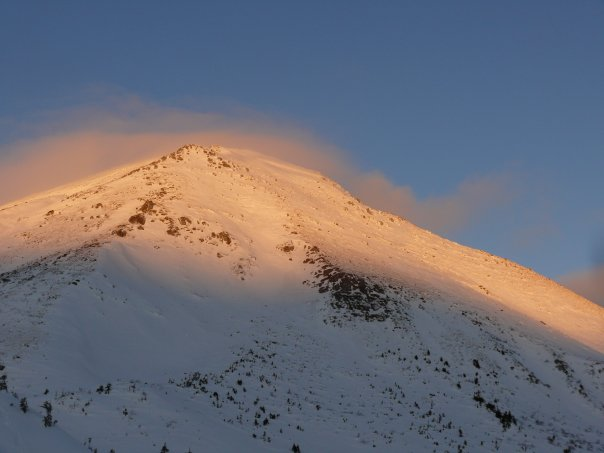
Зимовий Петрос при заході сонця
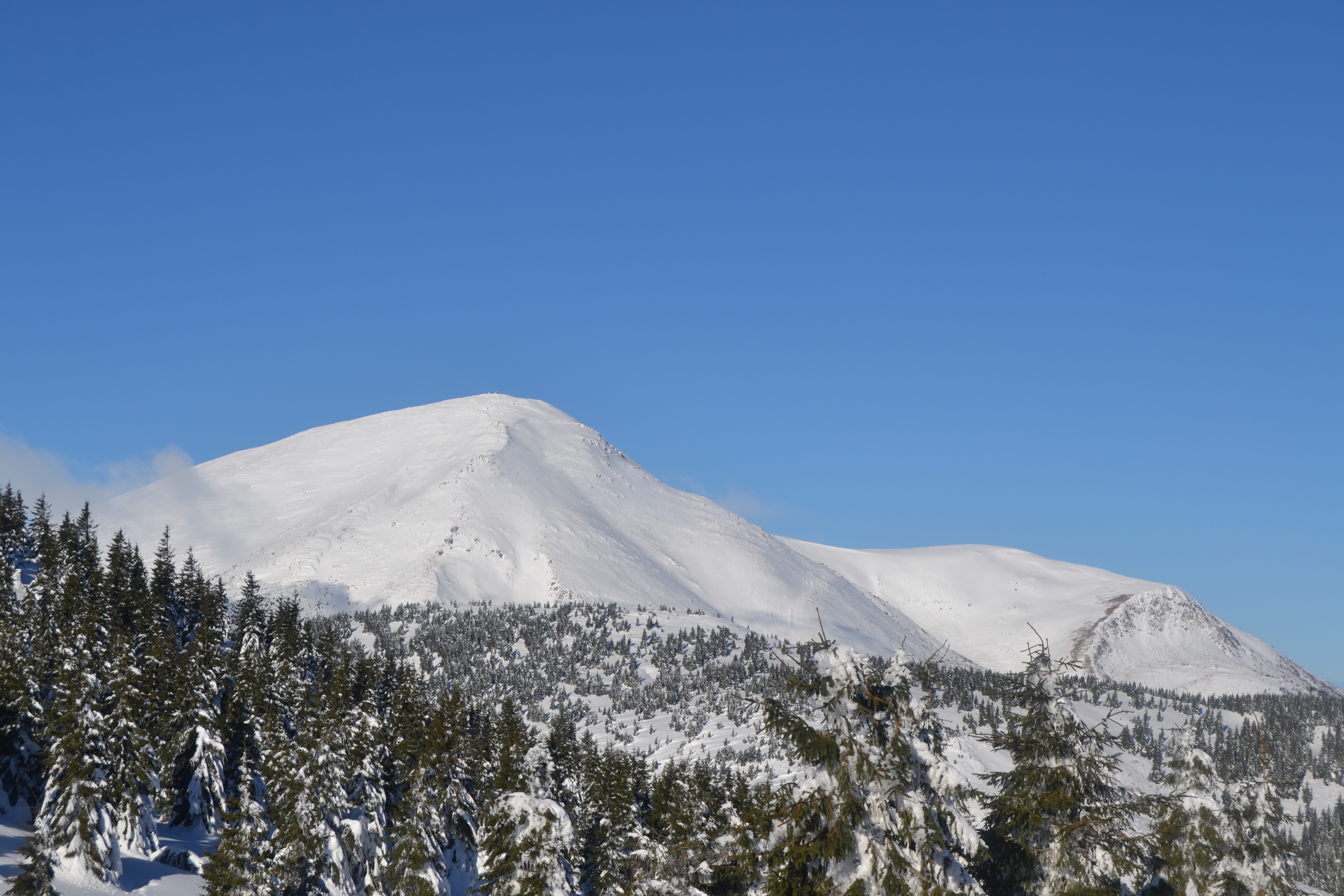
Вид на г. Петрос і г. Петросул з полонини Скопеска
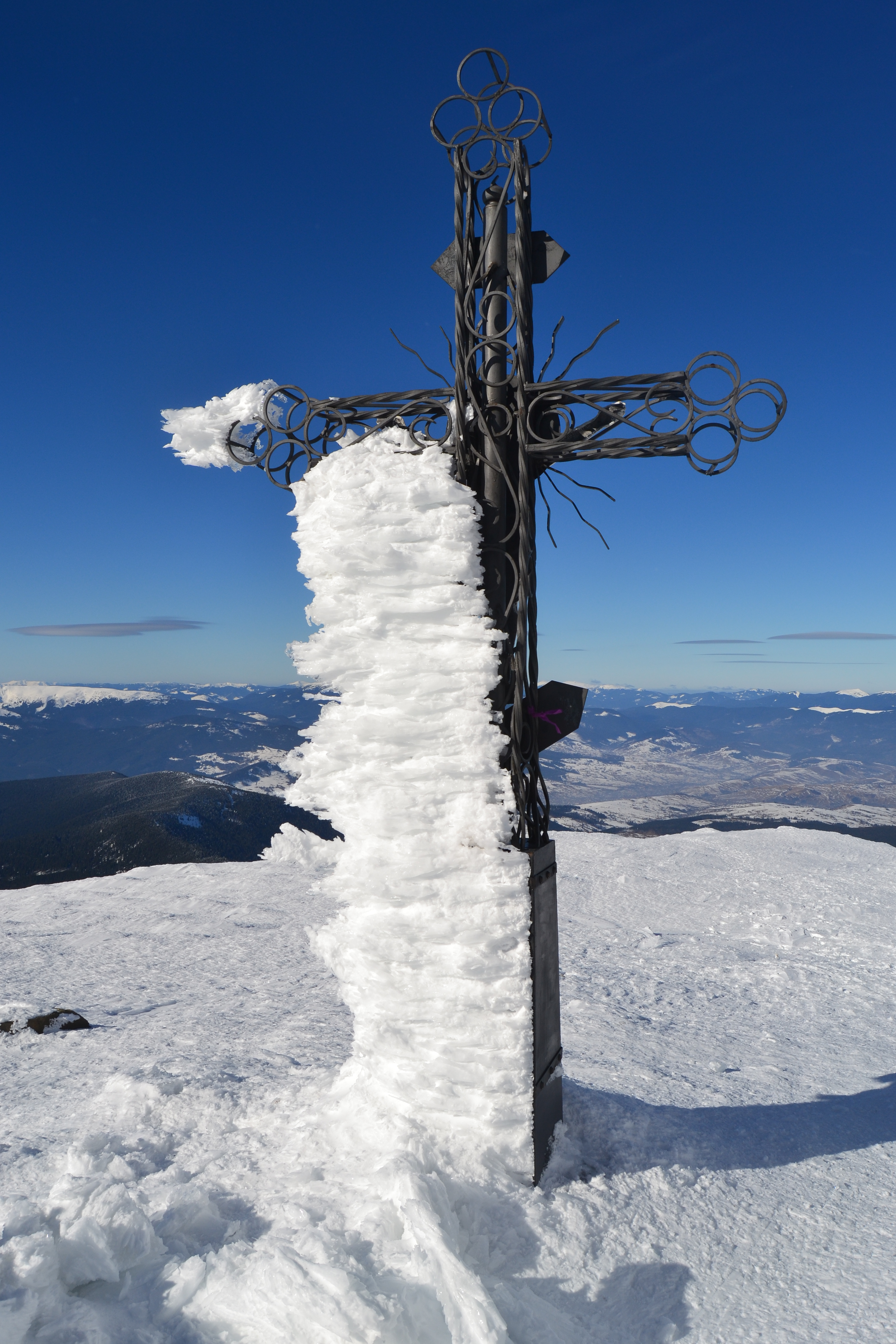
Відреставрований хрест на г. Петрос
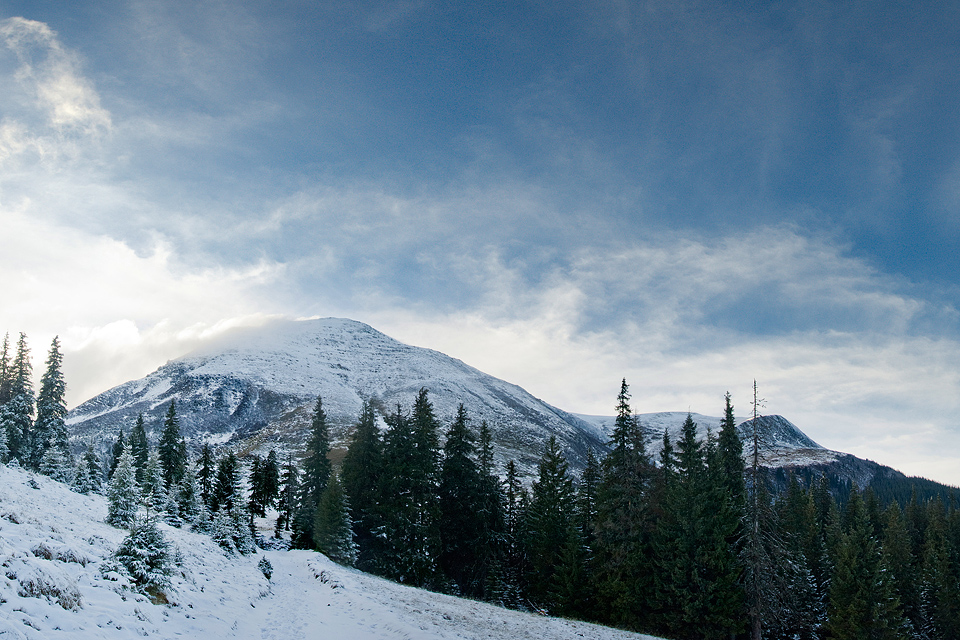
Петрос в хмарах
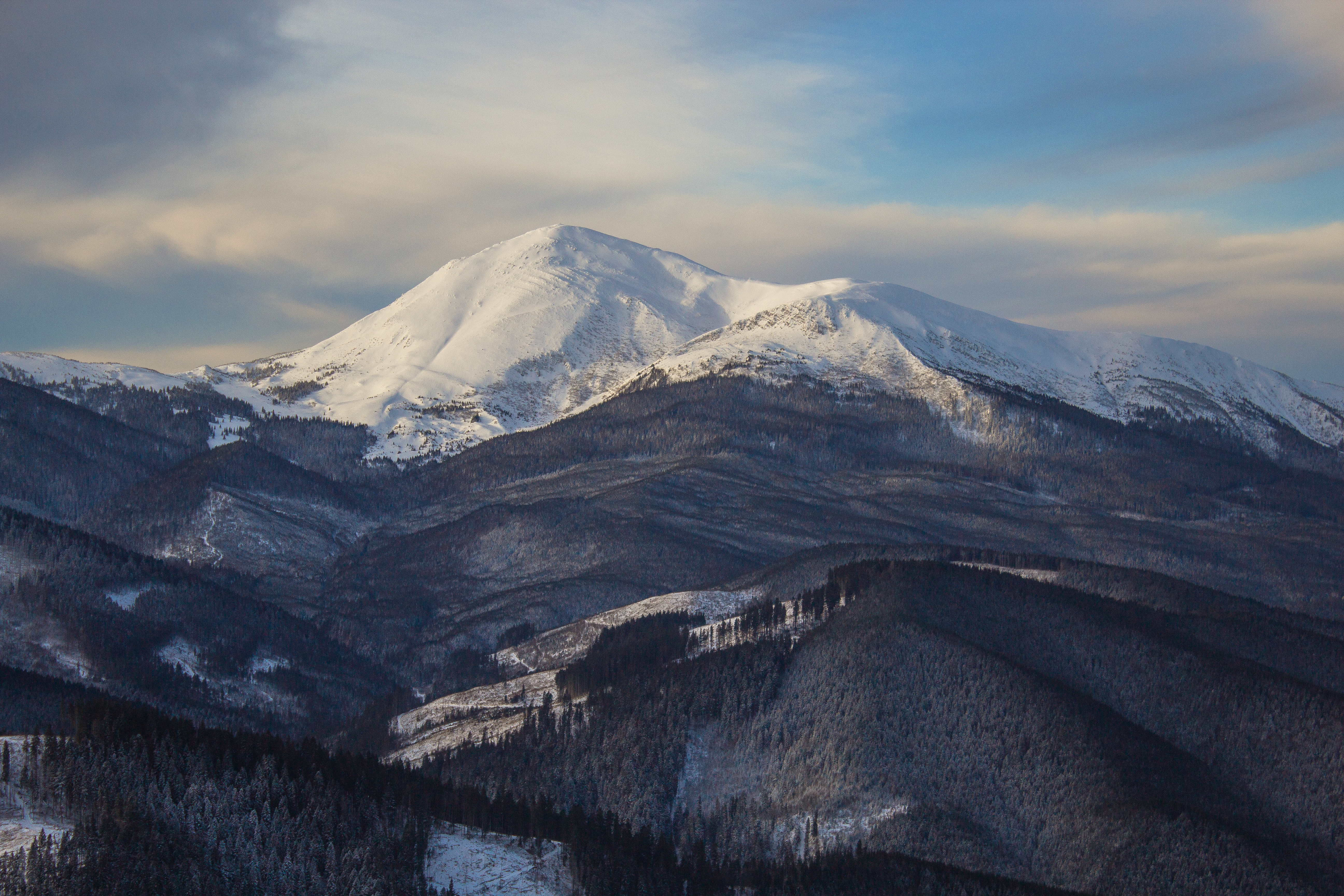
Петрос зимовий
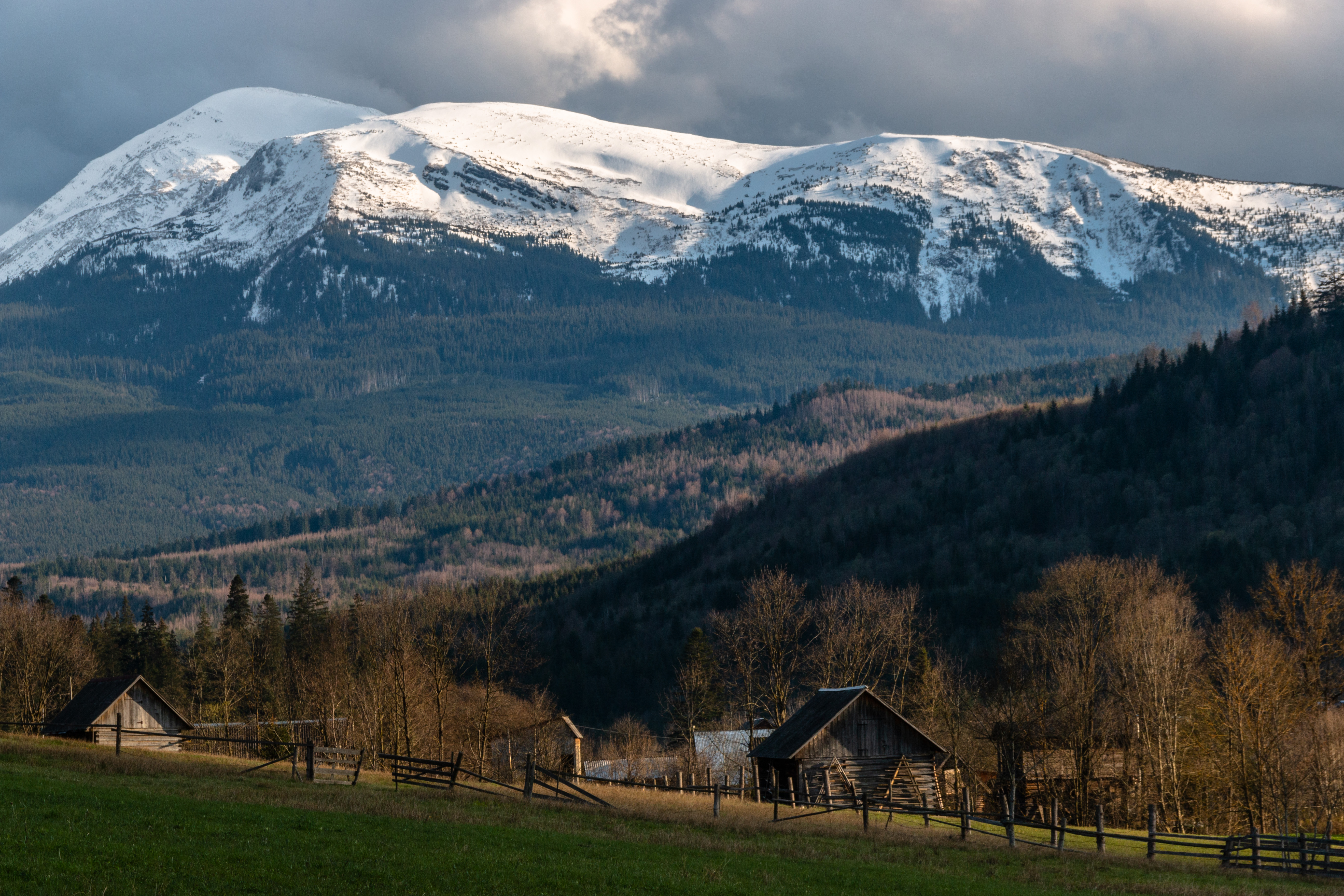
Весняний Петрос
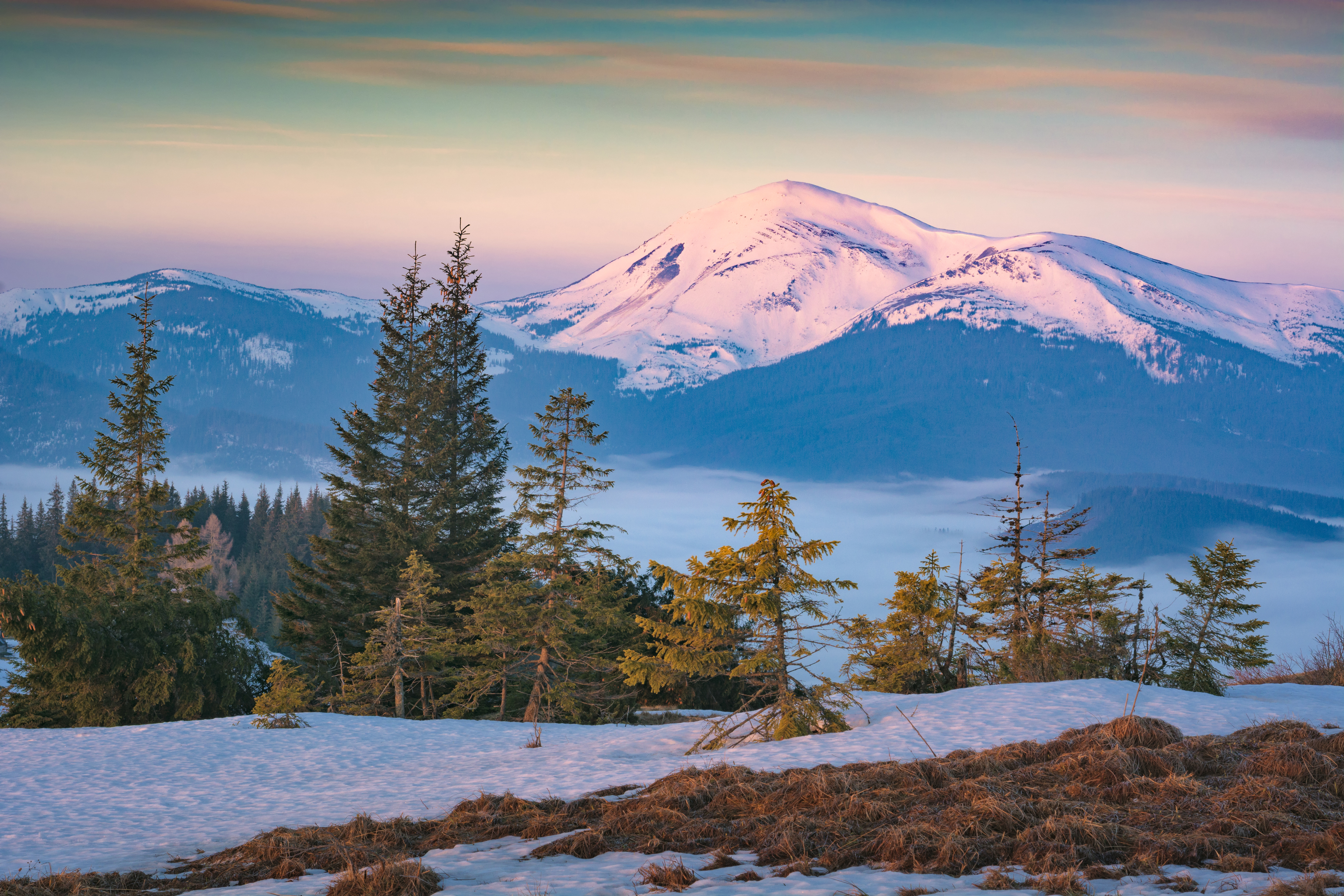
Ранковий Петрос з полонини Кукул
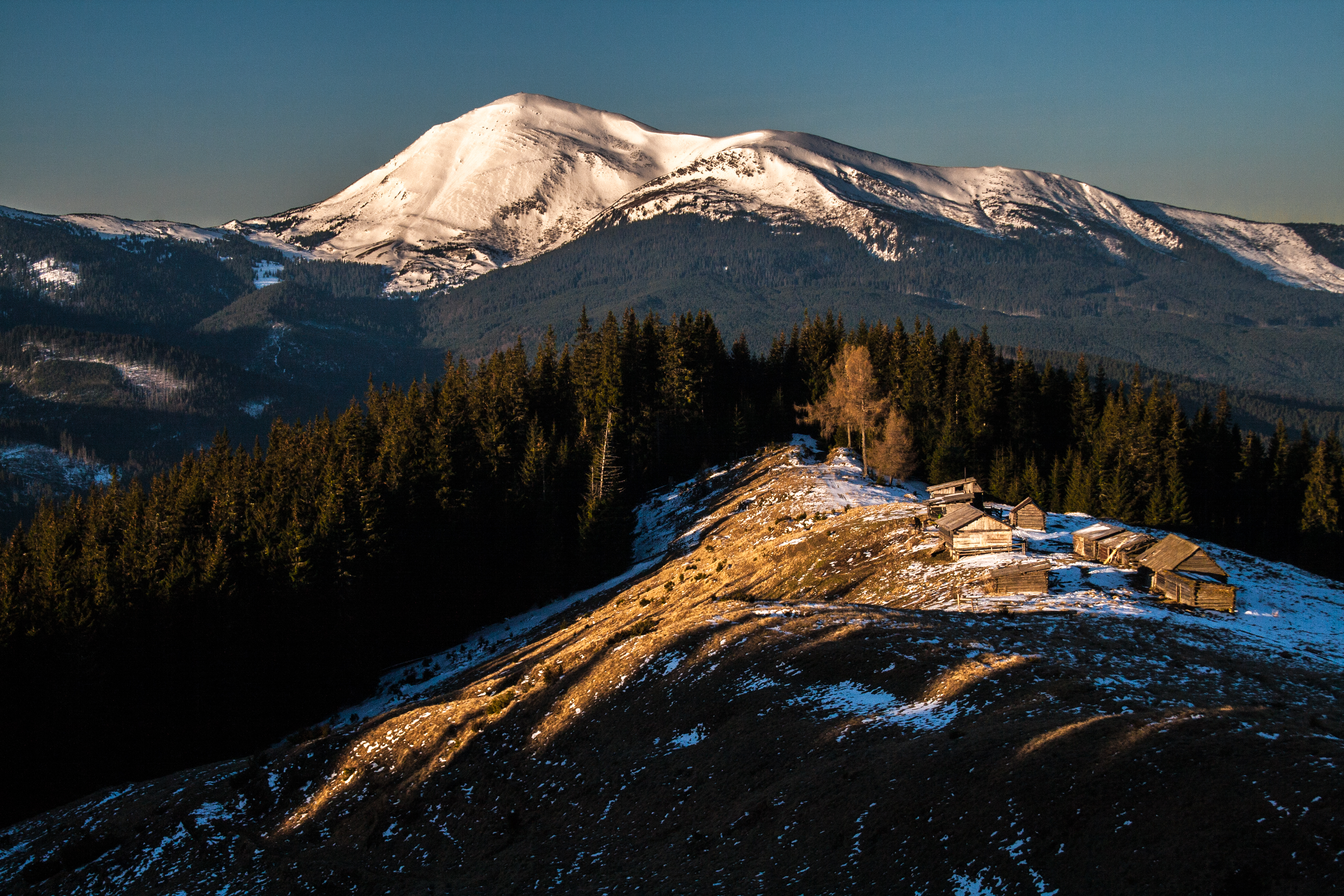
Полонина Плеханівка і Петрос
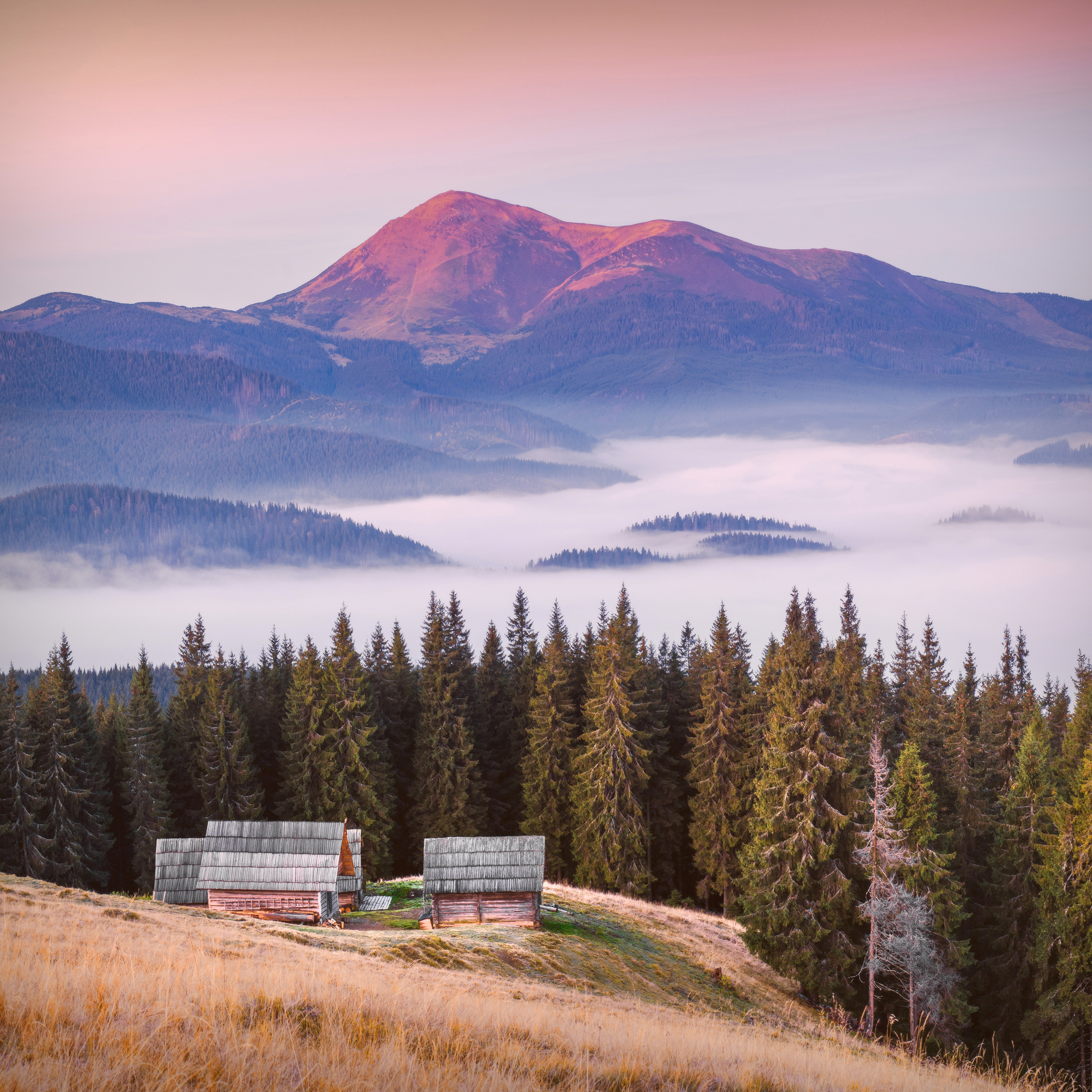
Вид на Петрос
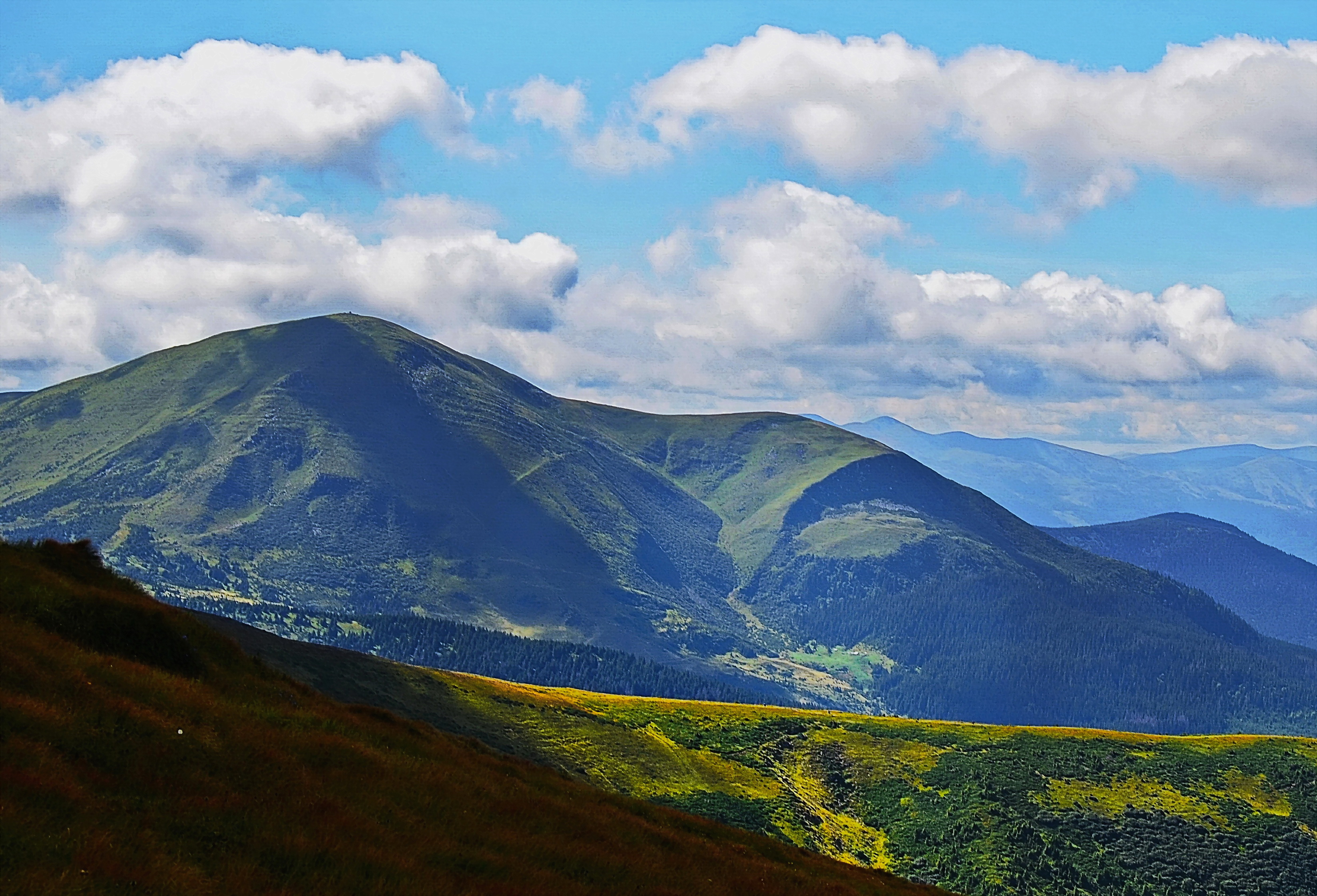
Петрос  в серпневий день